# Trasy międzynarodowe w Rosji
Na terenie Rosji znajdują się trasy międzynarodowe – drogi posiadające identyczną numerację, zachowywaną przy przekraczaniu granic międzypaństwowych. Część rosyjskich dróg przypisana jest do systemu tras europejskich (E) lub do azjatyckich (AH). Niektóre drogi są potrójnie oznaczone – numerem krajowym, europejskim i azjatyckim (np. trasa M1).

## Trasy europejskie
| Numer | Przebieg |
| ----- | --- |
| E18   | M10: granica z Finlandią – Sankt Petersburg |
| E20   | A180: granica z Estonią – Sankt Petersburg |
| E22   | - M9: granica z Łotwą – Moskwa - M7: Moskwa – Włodzimierz – Niżny Nowogród – Czeboksary – Kazań – Jełabuga - Jełabuga – Iżewsk – Igra - R242: Igra – Perm – Jekaterynburg                     |
| E28   | - A194: granica z Polską – Królewiec - A229: Królewiec – granica z Litwą |
| E30   | - M1: granica z Białorusią – Smoleńsk – Moskwa - M5: Moskwa – Riazań – Penza – Samara – Ufa – Czelabińsk                                                                                      |
| E38   | - M9: granica z Ukrainą – Kursk - A144: Kursk – Woroneż – Saratów - R236: Saratów – granica z Kazachstanem                                                                                    |
| E40   | - M21: granica z Ukrainą – Wołgograd - R22: Wołgograd – Astrachań - A340: Astrachań – granica z Kazachstanem                                                                                  |
| E50   | - M19: granica z Ukrainą – Nowoszachtyńsk - M4: Nowoszachtyńsk – Rostów nad Donem – Pawłowskaja - M29: Pawłowskaja – Mineralne Wody – Grozny – Machaczkała                                    |
| E58   | M23: granica z Ukrainą – Taganrog – Rostów nad Donem |
| E77   | - A194: granica z Polską – Królewiec - A229: Królewiec – Tołpaki - A216: Tołpaki – granica z Litwą - A212: granica z Estonią – Psków                                                          |
| E95   | R23: Sankt Petersburg – Psków – granica z Białorusią |
| E97   | - M25: granica z Ukrainą – Noworosyjsk - M4: Noworosyjsk – Dżubga - M27: Dżubga – Soczi – granica z Gruzją / Abchazją                                                                         |
| E101  | M3: granica z Ukrainą – Briańsk – Kaługa – Moskwa |
| E105  | - R21: granica z Norwegią – Murmańsk – Pietrozawodsk – Sankt Petersburg - M10: Sankt Petersburg – Nowogród Wielki – Twer – Moskwa - M2: Moskwa – Tuła – Orzeł – Biełgorod – granica z Ukrainą |
| E115  | - M8: Jarosław – Moskwa - M4: Moskwa – Woroneż – Krasnodar - A146: Krasnodar – Noworosyjsk |
| E117  | - M29: Mineralne Wody – Nalczyk – Biesłan - A301: Biesłan – Władykaukaz – granica z Gruzją |
| E119  | - R22: Moskwa – Tambow – Wołgograd – Astrachań - R216: Astrachań – Liman - R215: Liman – Machaczkała - M29: Machaczkała – granica z Azerbejdżanem                                             |
| E121  | M32: Samara – granica z Kazachstanem |
| E123  | M36: Czelabińsk – granica z Kazachstanem |
| E125  | R403: Iszym – granica z Kazachstanem |
| E127  | M38: Omsk – granica z Kazachstanem |
| E262  | A116: granica z Łotwą – Ostrow |
| E391  | A142: Trosna – granica z Ukrainą |
| E592  | M4: Krasnodar – Dżubga |
| E017  | M7: Jełabuga – Ufa |

## Trasy azjatyckie
Przez Rosję przebiegają następujące trasy azjatyckie:
| Numer | Przebieg |
| ----- | --- |
| AH3   | A165: Ułan Ude – Kiachta |
| AH4   | R256: Nowosybirsk – Taszanta |
| AH6   | - A189: Chasan – Razdołnoje - A370: Razdołnoje – Ussuryjsk - A184: Ussuryjsk – Pograniczne |
| AH7   | - M5: Jekaterynburg – Czelabińsk - A310: Czelabińsk – Troick |
| AH8   | - A180: Iwangorod – Kingisepp – Krasnoje Seło – Sankt Petersburg - M10: Sankt Petersburg – Nowogród Wielki – Twer – Moskwa - M4: Moskwa – Kaszyra - R22: Kaszyra – Tambow – Wołgograd – Astrachań - R215: Astrachań – Machaczkała - R217: Machaczkała – Samur |
| AH30  | - R297: Czyta – Biełogorsk – Birobidżan – Chabarowsk - A370: Chabarowsk – Bikin – Ussuryjsk |
| AH31  | R297: Biełogorsk – Błagowieszczeńsk |
| AH60  | A320: Omsk – Czerlak |
| AH61  | A322: Rubcowsk – Barnauł |
| AH63  | A300: Samara – Masztakow |
| AH64  | A322: Rubcowsk – Barnauł |
| AH70  | - A260: Donieck – Wołgograd - R22: Wołgograd – Astrachań - Astrachań – Wołodarski |